# خلف أحمد خلف
خلف أحمد خلف مطر (من مواليد الكويت 7 مارس 1985)، لاعب كرة قدم كويتي. يلعب مع نادي العربي الكويتي منذ موسم 2007/2008. وهو ابن اللاعب السابق أحمد خلف وأخ اللاعب خالد أحمد خلف الذي يلعب بنفس الفريق.